# Publius Cornelius Lentulus Caudinus (Prätor)
Publius Cornelius Lentulus Caudinus war ein römischer Senator, Politiker und Militär.
Publius Cornelius Lentulus Caudinus gehörte zum Zweig der Lentuli der Familie der Cornelier. Er war wahrscheinlich Sohn des gleichnamigen Konsuls des Jahres 236 v. Chr. und Neffe des früheren Censors und princeps senatus Lucius Cornelius Lentulus Caudinus. 210 v. Chr. diente Caudinus in Spanien unter Publius Cornelius Scipio Africanus. Ein Jahr später wurde er Ädil. 203 wurde er zum Prätor gewählt und in dieser Funktion nach Sardinia geschickt. Im Jahr darauf wurde er Proprätor und schiffte sich von Sardinien aus nach Afrika ein, um Scipio bei den entscheidenden Kämpfen gegen die Karthager unter Hannibal zu unterstützen. Danach war er Mitglied mehrerer „Zehnmännerkollegien“ (Decemviri). 196 v. Chr. ging er als Gesandter nach Griechenland und Kleinasien, 189/88 v. Chr. erneut nach Kleinasien.